# Clytia universitatis
Clytia universitatis is een hydroïdpoliep uit de familie Campanulariidae. De poliep komt uit het geslacht Clytia. Clytia universitatis werd in 1904 voor het eerst wetenschappelijk beschreven door Torrey. 